# Hermann Heinze (Unternehmer)

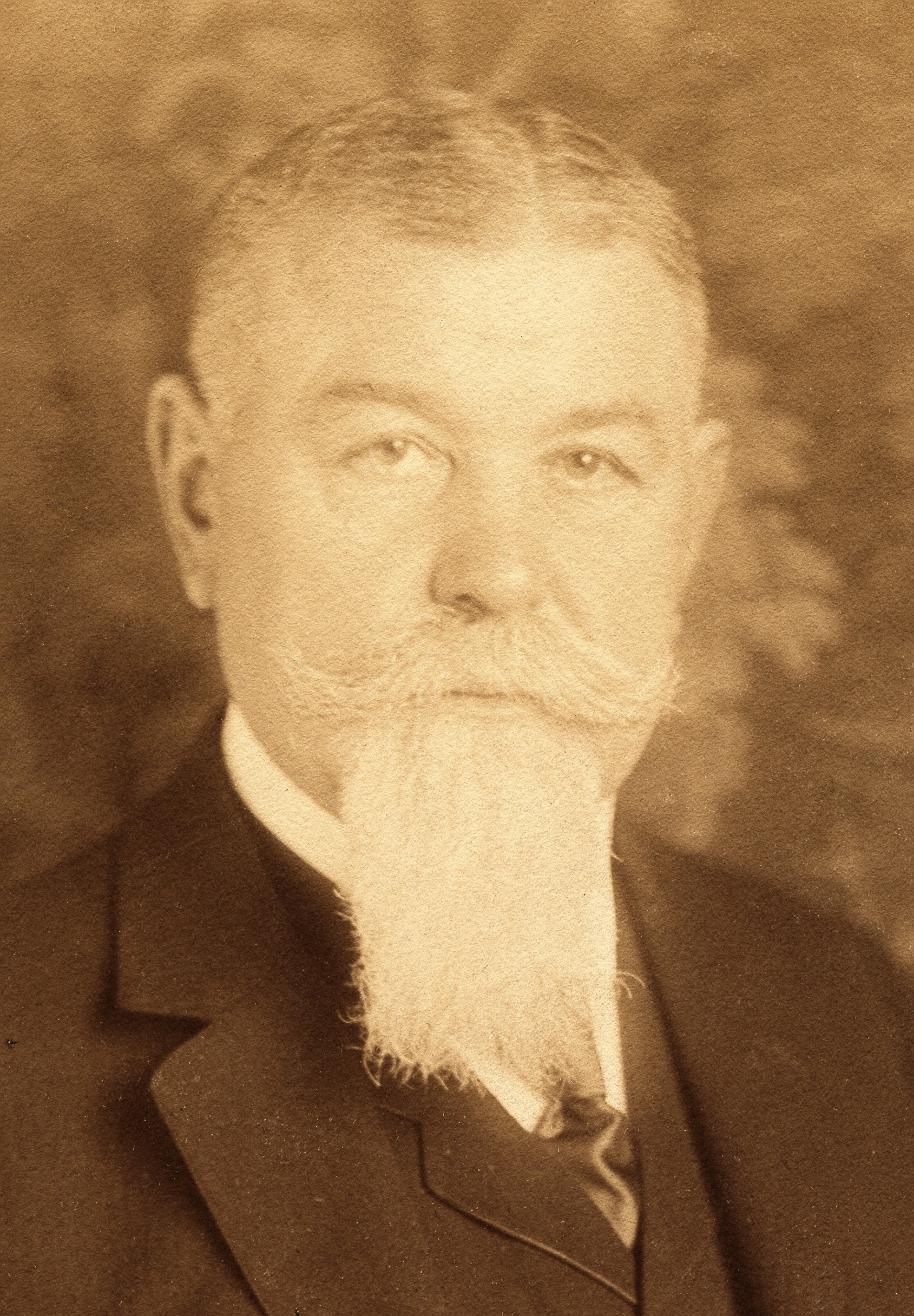
Hermann Heinze

August Hermann Heinze (* 9. Oktober 1860 in Obhausen; † 13. Juli 1920 in Hamburg) war Cafetier und Pächter des vierten Alsterpavillons (1899–1913) am Jungfernstieg an der Hamburger Alster.

## Leben und Werk
Hermann Heinze wuchs als zweites Kind von elf Kindern des Hofmeisters Christoph Friedrich Heinze aus dem heutigen Großwilsdorf bei Naumburg und der Mutter Eva Johanna Elbe aus Querfurt in Obhausen auf. Er ging in jungen Jahren nach Hamburg und erlernte den Beruf des Kellners. Als Restaurateur eröffnete er erfolgreich das Restaurant Hackerbräu an der Ecke Altenwall und Rathausmarkt. Im April 1899 willigte die Stadt dem Angebot Heinzes ein: er errichtete mit dem gewonnenen Wettbewerbsentwurf des Architekten Wilhelm Hauers den vierten Alsterpavillon. Die Kosten für den Kauf des alten Pavillons, Bau des neuen und die 25-jährige Pacht trug Heinze. Den vermehrt aus aller Welt kommenden Besuchern des viel diskutierten Neubaus begegnete Heinze mit Mut, Höflichkeit und gutem Ruf. Als Attraktion bot er am Kaffeehaus mit Palmenhain auf dem Jungfernstieg die Taubenfütterung an. Im September 1913 verkaufte er den Alsterpavillon. Heinze bewirtschaftete weiterhin eine Konditorei sowie die Gärtnerei Alsterpavillon in der Alsterkrugchaussee. Heinze holte seine gesamte Familie nach Hamburg und verschaffte ihnen Wohnung und Arbeit. Er trennte sich von seiner ersten Frau und heiratete Friedchen Anna Marie Steinort. Das Familiengrab besteht in Hamburg-Ohlsdorf auf dem Friedhof Ohlsdorf.

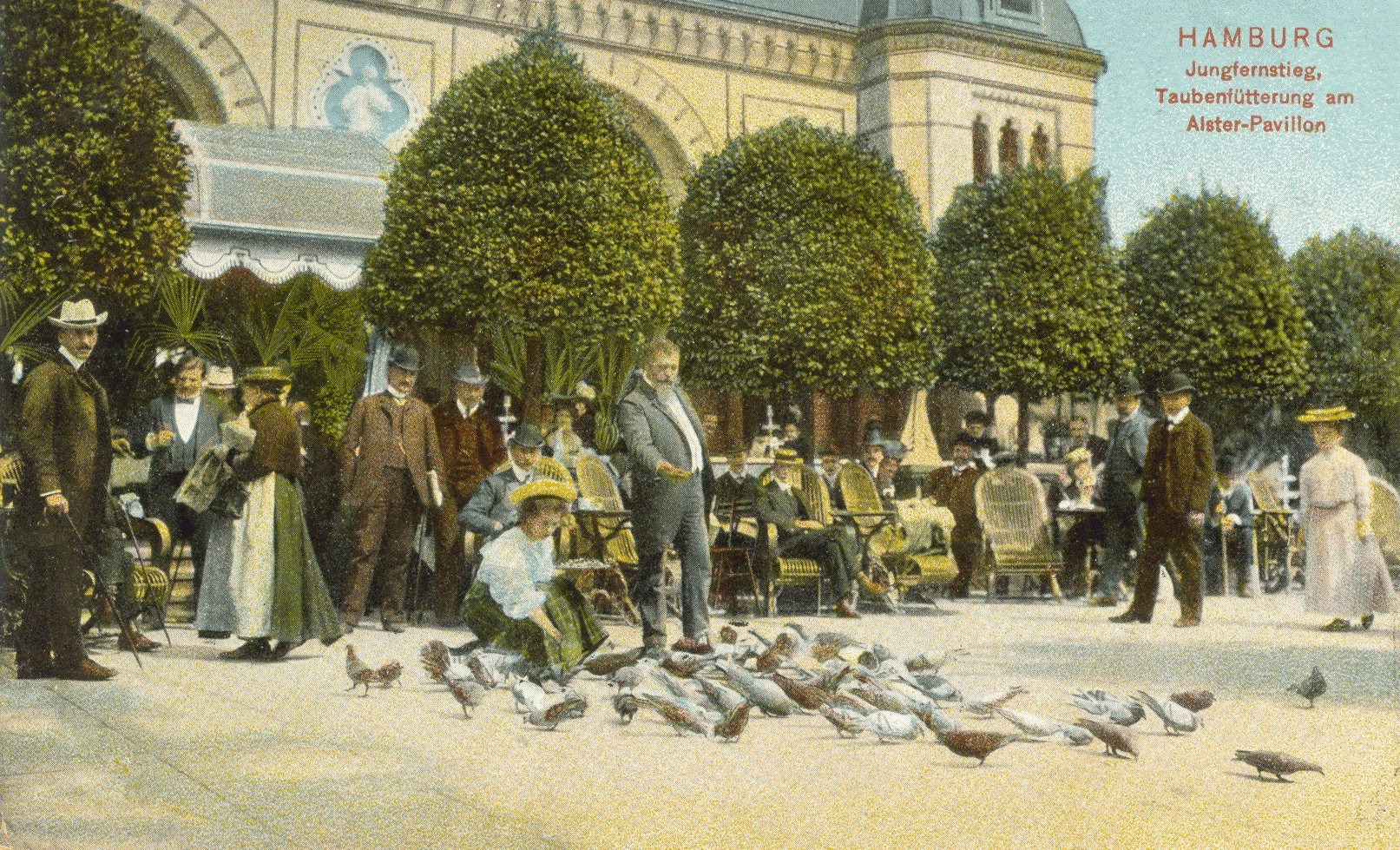
Hermann Heinze vor dem Alsterpavillon